# 粟田飽田麻呂
粟田 飽田麻呂（あわた の あきたまろ）は、平安時代初期の貴族。官位は従五位上・肥後介。

## 経歴
宝亀8年（777年）または延暦23年（804年）に留学生として遣唐使に随行して唐に渡る。延暦24年（805年）帰国して、無位から正六位上に直叙される。
嵯峨朝の弘仁3年（812年）従五位下・諸陵頭に叙任される。その後、弘仁6年（815年）豊後介を兼ね、弘仁14年（823年）には従五位上に叙せられている。
仁明朝の承和元年（834年）には肥後守に官職にあったが、大宰府に滞在していた唐人の張継明を、勅命を受けて平安京に引率して入京させている。

## 官歴
『六国史』による。
- 延暦24年（805年） 10月19日：正六位上（直叙）
- 弘仁3年（812年） 正月7日：従五位下。12月5日：諸陵頭
- 弘仁6年（815年） 正月10日：兼豊後介
- 弘仁14年（823年） 正月7日：従五位上
- 承和元年（834年） 3月16日：見肥後守